# Isla de Santiago
Santiago (en criollo caboverdiano Santiagu) es la mayor y más poblada de las islas del archipiélago de Cabo Verde, así como la cuarta más extensa de la región biogeográfica de la Macaronesia. Forma parte del grupo de Sotavento. Tiene una longitud de 75 km en sentido norte-sur y cerca de 35 km de anchura, en sentido este-oeste. Dista cerca de 50 km en línea recta de la isla de Fogo, al oeste, y a 25 km de la isla de Maio, al este. 
Tiene una población de más 260 mil habitantes y administrativamente está dividida en nueve municipios. La ciudad de Praia es al mismo tiempo la capital del país y la ciudad más poblada. La isla de Santiago y la misma Praia tuvieron un extraordinario desarrollo desde la independencia en 1975, viendo duplicar su población desde aquel año. Una de las localidades más antiguas es São Domingos, en el valle del mismo nombre, la cual se encuentra en el interior de la isla. 
Posee también una importante industria manufacturera, pesquera y agricultura.

## Historia
Los navegantes Diogo Gomes y António Noli llegaron a la isla de Santiago en 1460 y establecieron la primera colonia portuguesa en Ribeira Grande (actual Cidade Velha). La ciudad prosperó como lugar de compra y venta de esclavos. La vulnerabilidad de su costa, expuesta a los constantes ataques de piratas y corsarios, hizo que la capital se mudara a la ciudad de Praia en 1770. Los piratas más famosos que atacaron Ribeira Grande fueron Francis Drake en 1585 y Jacques Cassard en 1712.

## Geografía física

### Hidrografía

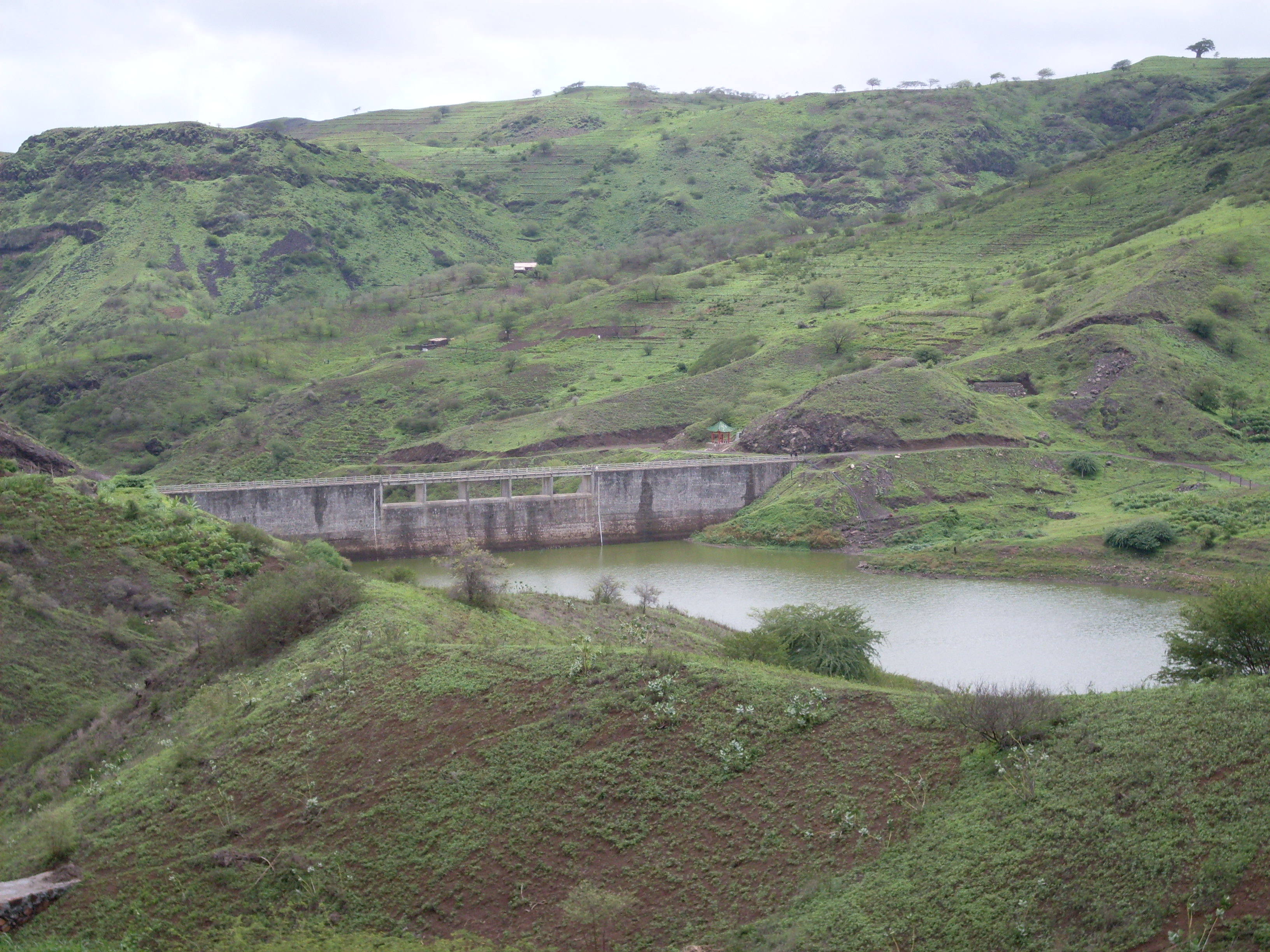
Embalse de Poilão

La isla de Santiago cuenta con 5 embalses, el de Poilão, Salinero, Faveta, Saquinho y Figueira Gorda.

## Naturaleza

### Zonas protegidas

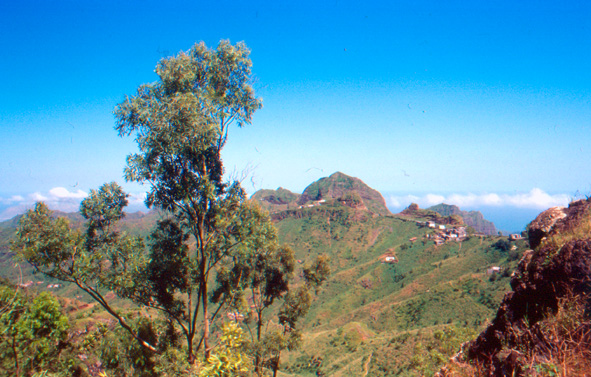
Serra da Malagueta

En el norte de la isla se encuentra el parque natural de Serra da Malagueta, que tiene una extensión de 74 hectáreas, es una zona montañosa con numerosas plantas endémicas.

## División administrativa

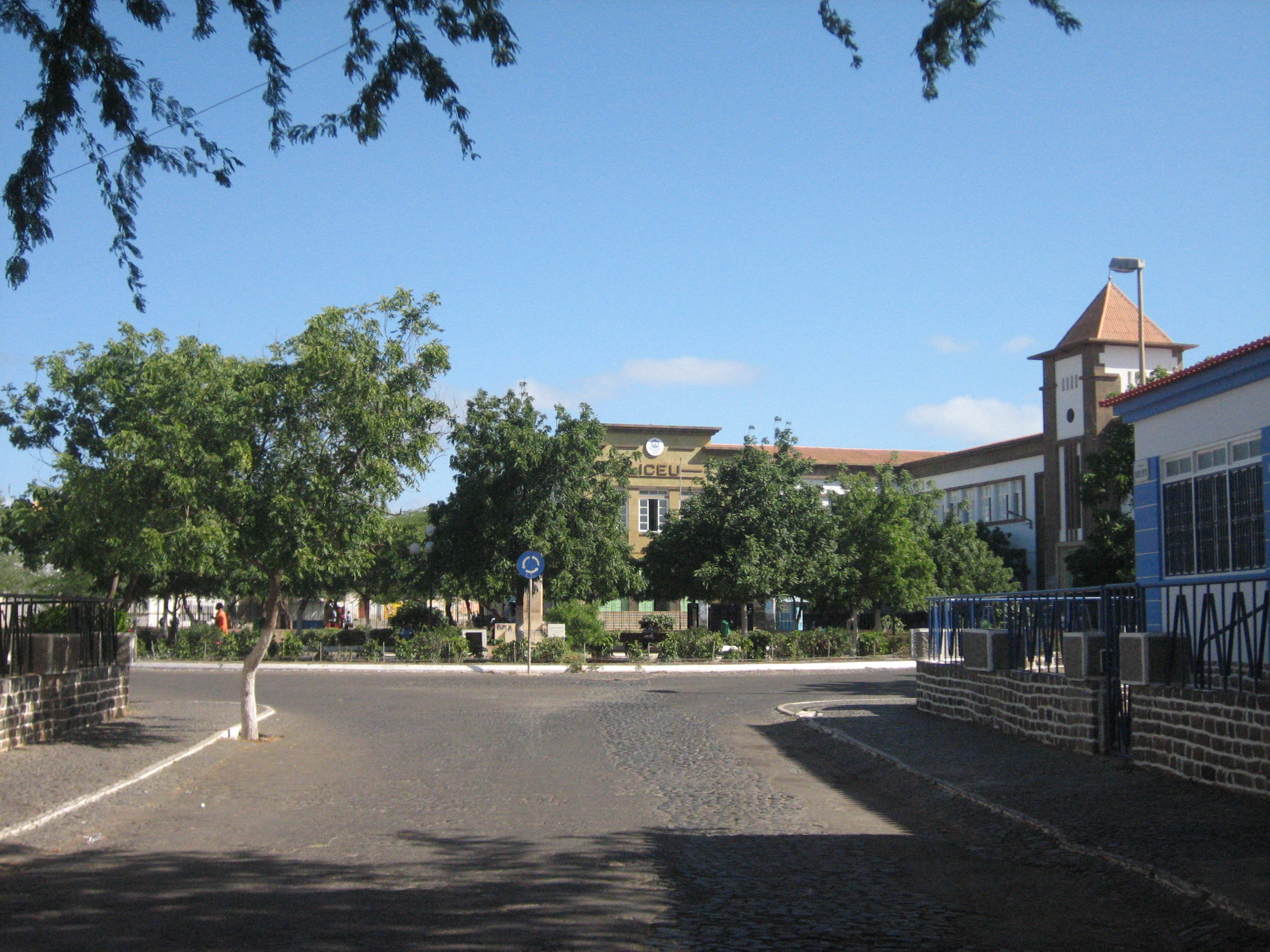
Plaza Domingos Ramos, Praia

La isla de Santiago está dividida en 9 municipios:
- Praia
- Ribeira Grande de Santiago
- Santa Catarina
- Santa Cruz
- São Domingos
- São Lourenço dos Órgãos
- São Miguel
- São Salvador do Mundo
- Tarrafal

### Localidades
Las principales localidades de la isla son la capital de país Praia (130 271 hab.), seguido de Assomada (12 332 hab.), Pedra Badejo (9859 hab.), Tarrafal (6656 hab.), Chão Bom (5166 hab.), Calheta de São Miguel (3175 hab), São Domingos (2818 hab.), Achada Fazenda (2592 hab.), Ribeira da Barca (2317 hab.), Achada Lém (2088 hab.), Cancelo (2042 hab.), Santa Cruz (2019 hab.)

## Demografía
La población ha evolucionado según la siguiente tabla:
| Gráfica de evolución demográfica de Isla de Santiago entre 1940 y 2010 |
| |
| Evolución de la población (1940-2000) según los censos de población del Instituto Nacional de Estadística (Cabo Verde) Población según el censo de 2010 del Instituto Nacional de Estadística (Cabo Verde) |

## Transportes

### Carreteras
Al ser la isla más grande y poblada del país es la que más carreteras dispone para vertebrar los movimientos interinsulares, siendo de diversos tipos de pavimentos, existen carreteras asfaltadas, calçetadas portuguesas (empedradas) y de tierra. La longitud de la red de carreteras insulares es de 679,63 km, siendo 363,23 km de carreteras nacionales y 313,40 km de carreteras municipales.
Principales carreteras de la isla de Santiago
| Identificador | Itinerario                           | Longitud  |
| ------------- | ------------------------------------ | --------- |
| EN1-ST-01     | Praia-Tarrafal                       | 64,28 km. |
| EN1-ST-02     | Milho Branco-Tarrafal                | 52,70 km. |
| EN1-ST-03     | São Lourenço dos Orgãos-Pedro Badejo | 10,00 km. |
| EN1-ST-04     | Bõa Entrada-Calheta de São Miguel    | 13,00 km. |
| EN1-ST-05     | Praia-Cidade Velha                   | 9,50 km.  |
| EN1-ST-06     | Circular de Praia                    | 14,00 km. |

### Transporte aéreo

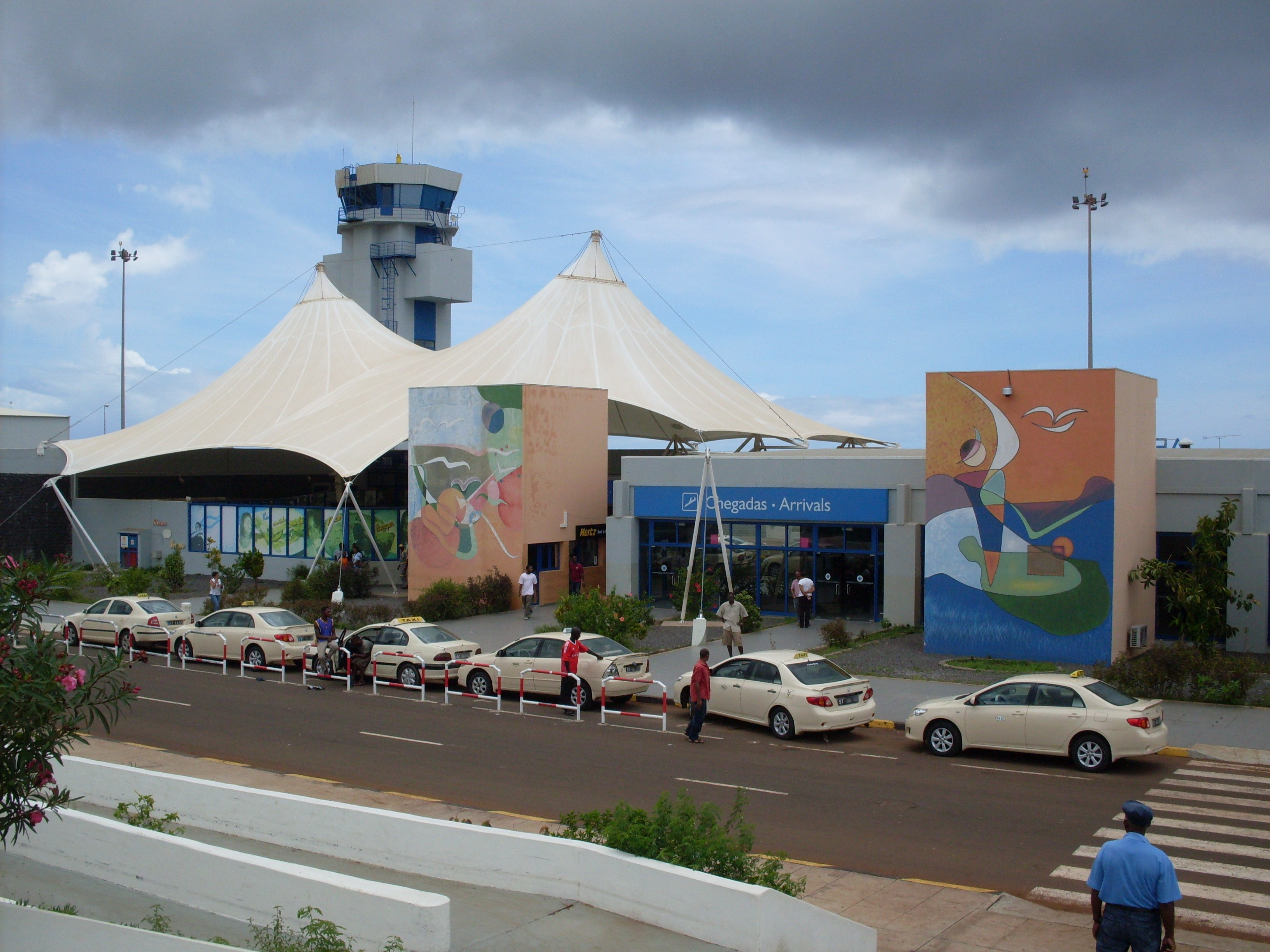
Aeropuerto Internacional Nelson Mandela

La isla tiene el recientemente ampliado (en noviembre de 2005) Aeropuerto Internacional Nelson Mandela, con una pista de 2100 metros de longitud y 45 de anchura, a una altitud de 70 metros sobre el nivel del mar. Situado a apenas 3 kilometros del centro de la ciudad, el aeropuerto recibe vuelos internacionales regulares procedentes de África (Dakar, Bissau, Luanda, Banjul, Sao Tomé, Gran Canaria), de Europa (Lisboa, París, Ámsterdam, Bergamo), de América del Sur (Fortaleza en Brasil) y de América del Norte (Boston), además de los vuelos de cabotaje interinsulares. 

### Transporte marítimo
El puerto de Praia ha sido ampliado en el año 2013 para acoger un mayor tráfico de barcos, bien sea de pasajeros o de carga. También existe un pequeño puerto de pescadores en Tarrafal.

## Patrimonio
En 2009 fue declarado Patrimonio de la Humanidad de la UNESCO Cidade Velha de todo su casco histórico así como el Fuerte Real de San Felipe que domina desde lo alto a la ciudad.

## Personalidades célebres
- António Mascarenhas Monteiro – expresidente
- Arménio Vieira — escritor
- Carlos Alberto Martins (Katchás) – músico
- Gregório Vaz (Codé di Dona) - músico y compositor
- Jorge Barbosa – escritor
- José Maria Neves – actual primer-ministro
- Mário Lúcio - músico y escritor
- Orlando Monteiro Barreto (Orlando Pantera) – músico
- Osvaldo Furtado (Vadú) - cantante
- Arlindo Gomes Furtado - cardenal y obispo de Santiago

## Montañas
- Pico da Antónia
- Serra da Malagueta